# Iulie 2022
Acest articol este generat integral pe baza informațiilor din articolul 2022 și este actualizat periodic de un robot.
 Editările făcute în articol vor fi șterse la următoarea actualizare! Dacă doriți să faceți modificări, editați articolul-sursă.

ianuarie -
februarie -
martie -
aprilie -
mai -
iunie -
iulie -
august -
septembrie -
octombrie -
noiembrie -
decembrie
Iulie 2022 a fost a șaptea lună a anului și a început într-o zi de vineri.

## Evenimente
- 1 iulie: UNESCO înscrie cultura borșului din Ucraina pe lista patrimoniului cultural imaterial pe cale de dispariție.
- 1 iulie: Argentina emite o notificare privind temperaturile undelor polare. De asemenea, autoritățile meteorologice raportează că țara a avut una dintre cele mai reci toamne din ultimii 63 de ani.
- 1 iulie: Yair Lapid i-a succedat lui Naftali Bennett ca prim-ministru al Israelului, în timp ce Bennett i-a urmat lui Lapid ca prim-ministru supleant al Israelului; acest aranjament a fost creat după alegerile legislative israeliene din 2021, în care niciun partid nu a obținut o majoritate totală.
- 1 iulie: Proteste au loc în regiunea autonomă uzbecă Karakalpakstan împotriva unei propuneri de modificare constituțională care ar elimina autonomia regiunii.
- 1 iulie: Rata inflației din Sri Lanka atinge un record de 54,6% pe fondul unei crize economice abrupte și a datoriei neplătite țării.
- 2 iulie: Clădirea parlamentului libian din orașul Tobruk, în estul țării, a fost luată cu asalt de protestatari. Protestatarii libieni se plâng de înrăutățirea condițiilor de viață din țara nord-africană și de impasul politic care continuă de ani de zile.
- 2 iulie: Guvernul Uzbekistanului renunță la planurile de a retrage autonomia regiunii autonome Karakalpakstan pe fondul protestelor ample din regiune.
- 2 iulie: Accesul la internet este restricționat în Uzbekistan, deoarece protestele regionale continuă pentru a doua zi, guvernul acuzând o „bandă de criminali” că încearcă să sechestreze clădirile guvernamentale din Karakalpakstan.
- 3 iulie: Șapte persoane au murit, opt au fost rănite și alte 14 au fost date dispărute după prăbușirea unui ghețar în Marmolata, Italia.
- 3 iulie: Cinci persoane au murit și câteva au fost rănite în urma protestelor în masă din Nukus, Karakalpakstan, Uzbekistan. Președintele Uzbekistanului, Șavkat Mirziyoyev, îi acuză pe „răvășiți” de violență.
- 4 iulie: Premierul italian Mario Draghi a declarat stare de urgență în cinci regiuni din nordul Italiei, din cauza secetei severe din Valea Po.
- 4 iulie: Turcia înregistrează cea mai mare inflație din ultimii 24 de ani, care este în prezent aproape de 80%.
- 4 iulie: El Salvador a suspendat cursurile din școli pe măsură ce uraganul Bonnie trece prin America Centrală. Au fost raportate decese în Nicaragua și El Salvador.
- 4 iulie: Guvernul Uzbekistanului susține că 18 persoane au fost ucise și 243 au fost rănite, pe măsură ce protestele par să se stabilizeze în Karakalpakstan, deși există în continuare îngrijorări cu privire la posibilitatea unui conflict etnic.
- 4 iulie: Sri Lanka anunță o vacanță de o săptămână pe fondul penuriei de combustibil și alimente cauzate de agravarea crizei economice.
- 5 iulie: Inflația din Coreea de Sud atinge un record de 24 de ani, în timp ce țara se luptă cu creșterea prețurilor la energie și alimente. Inflația din Sri Lanka continuă să crească și ajunge la aproape 60% pe măsură ce criza economică se agravează.
- 5 iulie: Președintele mexican Andrés Manuel López Obrador spune că va prezenta un proiect de lege pentru eliminarea orei de vară în Mexic, cu excepția orașelor învecinate cu nordul, deoarece este nepopular și are puține beneficii.
- 5 iulie: Toți cei 30 de membri ai NATO au semnat protocoalele de aderare pentru candidaturile de aderare ale Finlandei și Suediei, sub rezerva aprobării unanime a organelor legislative ale actualilor membri.
- 5 iulie: Douăzeci și doi de migranți malieni au fost găsiți morți pe o barcă pneumatică pe Marea Mediterană, în largul coastei Libiei, după ce au părăsit orașul Zuwarah în urmă cu nouă zile. Organizația Internațională pentru Migrație raportează că migranții au murit din cauza deshidratării și înecului.
- 5 iulie: Cancelarul bugetului Rishi Sunak, secretarul de stat pentru sănătate și asistență socială Sajid Javid și procurorul general pentru Anglia și Țara Galilor, Alex Chalk demisionează din guvern, spunând că nu mai au încredere în premierul Boris Johnson după numirea lui Chris Pincher în calitate de șef adjunct al guvernului, în ciuda acuzațiilor de abatere sexuală. Johnson îl numește pe secretarul pentru Educație, Nadhim Zahawi, noul cancelar și șef de personal pentru Downing Street și Steve Barclay, ca noul secretar pentru sănătate, după demisiile lui Sunak și Javid.
- 6 iulie: Letonia intenționează să reintroducă recrutarea pe care a desființat-o în 2006, ca urmare a invaziei ruse a Ucrainei. Decizia finală va fi luată de parlamentul țării, Saeima.
- 6 iulie: Mai mulți miniștri înalți ai Cabinetului Regatului Unit, inclusiv noul cancelar al Finanțelor Nadhim Zahawi, ministrul de interne Priti Patel, secretarul de stat pentru transport Grant Shapps și secretarul de stat pentru creșterea nivelului, locuințe și comunități, Michael Gove i-au spus prim-ministrului Boris Johnson că demisionează. Alți cinci miniștri demisionează după ce alți zeci pleacă pe parcursul zilei, ridicând totalul plecărilor guvernamentale la 38.
- 6 iulie: Boris Johnson îl concediază pe Michael Gove după ce Gove i-a cerut lui Johnson să demisioneze mai devreme în cursul zilei. Un oficial de pe 10 Downing Street spune că „nu poți avea un șarpe care să nu fie alături de tine în niciuna dintre marile argumente, care apoi să spună cu bucurie presei că liderul trebuie să plece”. Simon Hart demisionează din funcția de secretar de stat pentru Țara Galilor în urma refuzului lui Boris Johnson de a părăsi funcția.
- 6 iulie: Mai mulți politicieni din opoziție sunt arestați la Colombo, Sri Lanka, după ce au cerut demisia prim-ministrului Ranil Wickremesinghe, care a declarat că țara este „în faliment”.
- 6 iulie: Încă două persoane au fost găsite moarte după ce ghețarul Marmolada, în Italia, s-a prăbușit în urmă cu trei zile, ridicând numărul morților la nouă. Alte trei persoane sunt încă dispărute.
- 6 - 31 iulie: Campionatul European de Fotbal Feminin are loc în Anglia.
- 7 iulie: Secretarul pentru Educație Michelle Donelan demisionează la 36 de ore după ce a fost numită în acest post. Un total de 61 de miniștri și consilieri au demisionat acum. Prim-ministrul Regatului Unit Boris Johnson și-a anunțat demisia în așteptare, după o masă de demisii guvernamentale care au redus încrederea în guvernul său.
- 7 iulie: Camera Reprezentanților Cipriotă aprobă al șaptesprezecelea amendament la Constituția Ciprului, care implică o reformă a sistemului judiciar, recuperarea Curții Constituționale Supreme a Ciprului și crearea Curții de Apel a Ciprului.
- 7 iulie: Banca Centrală a Irlandei anunță că inflația va depăși 10% pentru prima dată de la începutul anilor 1980.
- 7 iulie: Guvernul statului Laos discută despre achiziționarea de petrol de la Rusia, lovită de sancțiuni, deoarece țara se confruntă cu o penurie de petrol și se apropie de o datorie.
- 7 iulie: Potrivit Programului Alimentar Mondial al ONU, aproape șase milioane de oameni din Sri Lanka suferă în prezent de insecuritate alimentară cauzată de cea mai gravă criză economică pe care a trăit-o țara din 1948.
- 8 iulie: Curtea Constituțională a Sloveniei hotărăște printr-o decizie de 6-3 că interzice cuplurilor de același sex să se căsătorească și să adopte copii și acordă Parlamentului șase luni pentru a modifica legile necesare.
- 8 iulie: Un tribunal din Elveția îi achită pe Sepp Blatter și Michel Platini de aranjarea ilegală a plăților în timp ce aceștia erau președinți ai FIFA și, respectiv, UEFA.
- 8 iulie: Killnet, un grup de hackeri rus, lansează cel mai mare atac cibernetic din istoria Letoniei, vizând radiodifuzorul public al țării. Radiodifuzorul spune că atacul a fost respins.
- 8 iulie: Președintele Costa Ricăi Rodrigo Chaves Robles a spus că țara sa va aplica pentru aderare la Alianța Pacificului.
- 8 iulie: Banca Centrală a statului Peru își majorează rata dobânzii de la 5,5% la 6,0% într-un efort de a reduce rata inflației, care a atins un maxim record de 25 de ani.
- 8 iulie: Fostul prim-ministru al Japoniei Shinzō Abe este împușcat mortal de un asasin în timp ce ținea un discurs public în orașul Nara, Japonia.
- 9 iulie: Președintele Gotabaya Rajapaksa fuge din reședința sa din Colombo, după ce protestatarii au luat cu asalt reședința și se ciocnesc cu poliția. Cel puțin 33 de persoane sunt rănite. Demisia lui Rajapaksa este cerută pe fondul celei mai grave crize economice din Sri Lanka din 1948. Președintele Parlamentului Mahinda Yapa Abeywardena spune că Rajapaksa a fost de acord să demisioneze pe 13 iulie.[1]
- 9 iulie: Prim-ministru al statului Sri Lanka, Ranil Wickremesinghe, este de acord să demisioneze ca urmare a deteriorării situației politice și a protestelor la scară largă. Reședința privată a lui Wickremesinghe este incendiată.
- 10 iulie: Alegeri parlamentare în Japonia. Un exit poll al NHK prevede că coaliția condusă de Partidul Liberal Democrat (LDP) de guvernământ își va păstra majoritatea în camera superioară, câștigând 76 din cele 125 de locuri contestate ale Camerei. PLD este partidul fostului premier Shinzō Abe, care a fost asasinat cu două zile înainte în timp ce făcea campanie pentru candidatul partidului pentru Nara, Kei Satō.
- 10 iulie: Politicienii israelieni Benny Gantz și Gideon Saar formează o alianță politică pentru a concura împotriva lui Yair Lapid și Benjamin Netanyahu.
- 10 iulie: Kiribati își anunță retragerea din Forumul Insulelor Pacificului, cu efect imediat, după ce președintele Taneti Maamau publică o scrisoare în care exprimă patru motive pentru a face acest lucru, în principal datorită faptului că Secretarul General al Forumului nu a fost niciodată din regiunea microneziană a insulelor Pacificului.
- 11 iulie: NASA a lansat prima imagine color realizată de telescopul spațial James Webb, care arată un segment al unui grup de galaxii la 4,6 miliarde de ani lumină distanță de Pământ.
- 11 iulie: Președintele rus Vladimir Putin semnează un decret care permite tuturor ucrainenilor să devină cetățeni ruși rapid, care anterior se aplica doar celor care locuiesc în Republica Populară Donețk și Republica Populară Lugansk.
- 11 iulie: Guvernul francez a supraviețuit unui vot de cenzură depus de coaliția de stânga NUPES. Votul de neîncredere a primit doar 146 de voturi, necesare fiind 289.
- 11 iulie: Cel de-al 51-lea Forum al Insulelor Pacificului începe la Suva, Fiji, pe fondul escaladării concurenței geopolitice dintre China și Statele Unite.
- 11 iulie: Lituania extinde sancțiunile asupra exclavei rusești Kaliningrad incluzând ciment, beton, lemn, alcool și produse chimice industriale pe bază de alcool.
- 12 iulie: Președintele Gotabaya Rajapaksa și soția sa sunt împiedicați să fugă din țară către Dubai de către personalul aeroportului de pe Aeroportul Internațional Bandaranaike, pe fondul protestelor la nivel național. G. Rajapaksa nu și-a dat încă demisia oficială.
- 12 iulie: Președintele Rajapaksa fuge ulterior din țară cu o aeronavă militară către Maldive, punând capăt oficial guvernării în Sri Lanka. Fratele său, fostul ministru de finanțe Basil Rajapaksa, fuge și el din țară.
- 12 iulie: Protestatarii din Panama continuă să blocheze străzile și căile ferate, în principal în provinciile Chiriquí și Veraguas, respingând cererea președintelui Laurentino Cortizo de înghețare a prețurilor la combustibil.
- 12 iulie: Uniunea Europeană acceptă oficial Croația ca al 20-lea membru al zonei euro. Croația va adopta moneda blocului pe 1 ianuarie 2023.
- 12 iulie: Autoritățile ucrainene spun că, în ciuda blocajului rusesc a multora dintre porturile sale de la Marea Neagră, în ultimele patru zile, 16 nave care transportau cereale au trecut prin Canalul Bâstroe, un canal important a Dunării.
- 13 iulie: Prim-ministrul Ranil Wickremesinghe confirmă că președintele Gotabaya Rajapaksa a fugit din țară în Maldive și declară stare de urgență și interzicerea de circulație în timp ce armata trage cu gaze lacrimogene asupra protestatarilor.
- 13 iulie: Nadhim Zahawi și Jeremy Hunt sunt eliminați din cursa pentru conducerea Partidului Conservator din Marea Britanie în primul tur de scrutin.
- 13 iulie: Coreea de Nord recunoaște independența Republicii Populare Donețk și a Republicii Populare Lugansk, devenind a treia națiune care face acest lucru după Rusia și Siria. Ca răspuns, Ucraina decide să suspende relațiile cu Coreea de Nord.
- 13 iulie: Comisia Europeană permite Rusiei să reia transportul feroviar de mărfuri cu embargo către exclava sa din Kaliningrad, în urma amenințărilor ruse împotriva Lituaniei. Cu toate acestea, tranzitul echipamentului militar pe teritoriul lituanian rămâne interzis.
- 13 iulie: Banca Canadei își ridică rata dobânzii de referință de la 1,5 la 2,5%, cea mai mare creștere din 1998, pe fondul inflației în creștere.
- 13 iulie: În Statele Unite, rata anuală a inflației crește la 9,1%, cea mai mare rată din ultimii 40 de ani, potrivit Biroului de Statistică a Muncii din Statele Unite.
- 13 iulie: Valoarea euro în raport cu dolarul american scade sub paritate pentru prima dată în ultimii 20 de ani.
- 14 iulie: În Coreea de Sud, Curtea Constituțională începe deliberările privind abolirea pedepsei cu moartea la apelul Conferinței Episcopilor Catolici din Coreea. Țara are un moratoriu pe această problemă, nefiind spânzurat niciun condamnat la moarte în ultimii 25 de ani.
- 14 iulie: Mario Draghi își oferă demisia din funcția de prim-ministru al Italiei, după ce partenerul de coaliție Mișcarea Cinci Stele și-a retras sprijinul. Cu toate acestea, președintele Sergio Mattarella refuză să accepte demisia.
- 14 iulie: Președintele statului Sri Lanka Gotabaya Rajapaksa a demisionat din funcția de președinte al Sri Lanka după ce a fugit în Singapore.
- 14 iulie: Premierul Estoniei Kaja Kallas a demisionat pentru a forma un nou guvern de coaliție.
- 14 iulie: Ministrul justiției bolivian, Iván Lima, anunță că guvernul va căuta mai multe acuzații împotriva fostului președinte Jeanine Áñez pentru presupusul său rol în masacrele comise în Senkata și Sacaba în 2019. Añez ispășește deja o pedeapsă de 10 ani pentru alte acuzații.
- 15 iulie: Spania introduce bilete gratuite pentru serviciile suburbane și pe distanță medie pentru Renfe, operatorul feroviar de stat, începând cu 1 septembrie și până la sfârșitul anului. Alte moduri de transport public au deja o reducere de 30%.
- 15 iulie: O urgență națională este declarată în Regatul Unit, prima alertă roșie pentru căldură extremă fiind emisă de Met Office, înaintea unui val de căldură care acum se așteaptă să bată recordurile de temperatură în Insulele Britanice.
- 15 iulie: Portugalia raportează 238 de decese legate de valul de căldură în curs, în timp ce se luptă cu peste 30 de incendii active. În Franța, peste 10.000 de oameni au fugit de incendiile din Gironde, iar în Spania, pompierii continuă să lupte împotriva incendiilor forestiere din apropierea orașului Monsagro.
- 15 iulie: Paisprezece persoane sunt ucise, iar alta este rănită, când un elicopter implicat în căutarea și arestarea lui Rafael Caro Quintero s-a prăbușit în Los Mochis, Mexic. Fostul lider al cartelului de la Guadalajara Rafael Caro Quintero este capturat de marina mexicană în Choix, Sinaloa, Mexic.
- 15 iulie: Președintele american Joe Biden se întâlnește la Jeddah cu prințul moștenitor al Arabiei Saudite, Mohammed bin Salman, în ciuda faptului că a promis anterior că îl va face „paria”.
- 15 iulie: Controversata Cameră Europeană de disciplină a Curții Supreme este desființată. Cu toate acestea, Didier Reynders, comisarul european pentru justiție, spune că decizia Curții Europene de Justiție prin care a dispus desființarea nu a fost respectată pe deplin și, prin urmare, Polonia va continua să plătească o amendă de 1 milion de euro pe zi pentru sfidarea instanței.
- 15 iulie: NASA și Roscosmos semnează un acord pentru integrarea viitoarelor zboruri către Stația Spațială Internațională. Acordul va permite cosmonauților ruși să zboare cu nave spațiale americane, în schimbul faptului că le va permite astronauților americani să folosească nava spațială rusă Soiuz.
- 16 iulie: Protestele continuă în Panama cu blocaje rutiere și feroviare, după ce protestatarii au respins concesiile președintelui Laurentino Cortizo.
- 16 iulie: Ministerul Afacerilor Externe al Iranului impune sancțiuni asupra a 61 de americani pentru asocierea lor cu grupul dizident iranian în exil, Organizația Poporului Mojahedin din Iran.
- 16 iulie: Liderii financiari ai G20 încheie o întâlnire din Bali fără un comunicat comun, deoarece nu s-a putut ajunge la un consens pe mai multe probleme din cauza tensiunilor cauzate de conflictele în curs între țări.
- 16 iulie: Adunarea Macedoniei de Nord adoptă o moțiune de modificare a Constituției Macedoniei de Nord pentru a recunoaște minoritatea sa bulgară, angajându-se totodată să discute problemele rămase cu guvernul bulgar. În schimb, Bulgaria va permite începerea discuțiilor de aderare cu Uniunea Europeană.
- 16 iulie: Un avion cargo Antonov An-12, operat de o companie aeriană ucraineană, s-a prăbușit în apropierea orașului Kavala, Grecia, ucigând toate cele opt persoane aflate la bord. Aeronava transporta arme din Serbia până în Bangladesh și s-a prăbușit înainte de o oprire planificată în Iordania.
- 16 iulie: În Portugalia, un avion cu bombe cu apă se prăbușește în Vila Nova de Foz Côa în timp ce lupta împotriva incendiilor din regiune, ucigând pilotul, iar în Spania, aproximativ 2.300 de persoane sunt evacuate din Costa del Sol din cauza incendiilor de vegetație de pe dealurile Mijas.
- 17 iulie: Zambia extrădează un regizor în Malawi, unde se confruntă cu acuzații de folosire a copiilor în „videoclipuri rasiste”. Bărbatul a fost amendat și în Zambia pentru intrarea ilegală în țară.
- 17 iulie: Fostul ministru al Afacerilor Externe și consilier principal al liderului suprem Ali Khamenei, Kamal Kharazi, confirmă că Iranul are acum capacitățile de a dezvolta și construi o armă nucleară, dar afirmă că „nu a luat nici-o decizie a Iranului de a construi una”. Kharazi avertizează, de asemenea, că Iranul va „răspunde direct” Israelului dacă acesta este atacat.
- 17 iulie: Croația refuză să permită o vizită privată a președintelui Serbiei, Aleksandar Vučić, la locul lagărului de concentrare Jasenovac, deoarece guvernul Croației nu a fost notificat oficial cu privire la vizită.
- 17 iulie: Referendumul de anexare a Osetiei de Sud.
- 18 iulie: Președintele ucrainean Volodimir Zelenskii îl concediază pe procurorul general al Ucrainei Iryna Venediktova și pe ofițerul de vârf al Serviciului de Securitate al Ucrainei (SBU), Ivan Bakanov. Se presupune că peste 60 de oficiali ai agențiilor lucrează cu Rusia. 651 de dosare de presupusă trădare și colaborare sunt inițiate împotriva procurorilor și organelor de drept.
- 18 iulie: Alegeri prezidențiale în India. Droupadi Murmu este aleasă ca noul președinte al Indiei, ceea ce o face prima femeie dintr-o comunitate tribală paria aleasă în acest post.
- 19 iulie: Gazprom semnează un memorandum de înțelegere pentru dezvoltarea zăcămintelor de petrol și gaze iraniene și a infrastructurii aferente în valoare de 40 de miliarde de dolari.
- 19 iulie: Comisia Europeană propune un nou sistem comun de achiziții în domeniul apărării pentru statele membre ale UE. Acesta ar fi operațional până la sfârșitul acestui an, cu o finanțare inițială de 500 de milioane de euro.
- 19 iulie: Cel puțin 5.400 de oameni sunt uciși din cauza valurilor de căldură extreme care lovesc mare parte din Europa, provocând, în plus, incendii majore, întreruperi de călătorie și temperaturi record în multe țări.
- 19 iulie: O temperatură record de 40,3 °C este raportată la Coningsby, Lincolnshire, iar o temperatură minimă record peste noapte de 25,9 °C este raportată la stația de transmisie Emley Moor din West Yorkshire.
- 19 iulie: Scoția raportează o temperatură record de 35,1 °C la Floors Castle. Inițial, se credea că cea mai ridicată temperatură a fost stabilită la RAF Charterhall, atingând 34,8 °C.
- 19 iulie: Un incident major a fost declarat la Londra în urma unei „creșteri uriașe” a incendiilor, potrivit Brigăzii de Pompieri din Londra. Mai multe case sunt distruse în Wennington, la periferia Londrei de Est. Nu au fost raportate victime. Serviciile de pompieri din Hertfordshire și Leicestershire declară, de asemenea, incidente majore din cauza volumului mare de apeluri de urgență.
- 19 iulie: Numărul morților din cauza incendiilor și a valului de căldură din Spania și Portugalia crește la peste 1.700 de persoane, cu peste 1.063 de morți în Portugalia.
- 19 iulie: La Bruxelles încep negocierile privind aderarea Macedoniei de Nord și Albaniei la Uniunea Europeană.
- 19 iulie: Președintele rus Vladimir Putin efectează o vizită de stat în Iran pentru discuții cu omologul său iranian Ebrahim Raisi și cu președintele turc Recep Tayyip Erdogan. Putin se va întâlni și cu liderul suprem Ali Khamenei.
- 20 iulie: Ministrul rus de externe Serghei Lavrov spune că obiectivele militare ale țării sale nu se mai limitează la regiunea Donbas și s-au extins pentru a include și „regiunea Herson, regiunea Zaporizhzhia și o serie de alte teritorii”.
- 20 iulie: Inflația din Regatul Unit a crescut la 9,4% luna trecută, doborând un record de 40 de ani, deoarece prețurile alimentelor și combustibililor continuă să crească.
- 20 iulie: Comisia Europeană le spune statelor membre UE să reducă consumul de gaze cu 15% până în martie 2023, ca parte a unui plan de urgență, după ce președintele Vladimir Putin a avertizat că livrările rusești de gaze naturale ar putea fi reduse în continuare.
- 20 iulie: Uniunea Europeană interzice importurile de aur din Rusia și îngheață activele Sberbank.
- 20 iulie: Guvernul Ucrainei, care se confruntă cu o scădere estimată de 35% până la 45% a PIB-ului, le cere creditorilor săi internaționali să-și înghețe plățile datoriilor pentru doi ani, inclusiv o plată a datoriei de 1,2 miliarde de dolari scadentă la începutul lunii septembrie. Propunerea este susținută de marile guverne occidentale și de alți creditori majori.
- 20 iulie: Șase state federale ale Germaniei (Baden-Württemberg, Hamburg, Saxonia Inferioară, Mecklenburg - Pomerania Inferioară, Saxonia-Anhalt și Schleswig-Holstein) își înregistrează recordurile de temperaturi din toate timpurile, cu cea mai ridicată temperatură, 40,3 °C, stabilit la Bad Mergentheim.
- 20 iulie: Abed, un cătun de pe insula daneză Lolland, stabilește cea mai ridicată temperatură în iulie înregistrată în țară, atingând 35,9 °C.
- 20 iulie: Ministerul de Externe al Siriei anunță că țara sa suspendă oficial relațiile diplomatice cu Ucraina.
- 20 iulie: Președintele interimar Ranil Wickremesinghe este declarat câștigător al alegerilor prezidențiale din Sri Lanka, învingându-l pe cel mai apropiat rival al său, Dullas Alahapperuma, cu 134 de voturi pro și 82 împotrivă.
- 21 iulie: Banca centrală a Japoniei își ridică prognoza de inflație și reduce așteptările pentru anul fiscal, menținând în același timp rate ale dobânzilor ultra-scăzute, spunând că economia a fost afectată în primul rând de pandemia de COVID-19.
- 21 iulie: Taiwan raportează o temperatură record de 40,7 °C în Yuli. Cu toate acestea, această măsurătoare nu este recunoscută oficial de autoritățile taiwaneze deoarece a fost raportată de o stație automată.
- 21 iulie: An An, cel mai longeviv mascul panda uriaș din lume aflat sub îngrijirea umană, a murit la Ocean Park Hong Kong la vârsta de 35 de ani.
- 21 iulie: Fluturele monarh este adăugat de Uniunea Internațională pentru Conservarea Naturii pe lista speciilor pe cale de dispariție din cauza scăderii rapide a numărului populației.
- 21 iulie: Ministerul Justiției din Rusia deschide un dosar în instanță pentru închiderea Agenției Evreiești pentru Israel, principala agenție care permite Aliyah evreilor către Israel. Israelul condamnă cazul în instanță, susținând că este un răspuns la poziția Israelului cu privire la invazia rusă a Ucrainei din 2022.
- 21 iulie: Parlamentul din Sri Lanka îl alege pe prim-ministrul Ranil Wickremesinghe ca președinte al Sri Lankăi, în urma demisiei lui Gotabaya Rajapaksa.
- 21 iulie: Banca Centrală Europeană își majorează rata cheie a dobânzii pentru prima dată în mai bine de 11 ani, de la minus 0,5% la zero, cu planuri pentru creșteri suplimentare mai târziu în cursul anului.

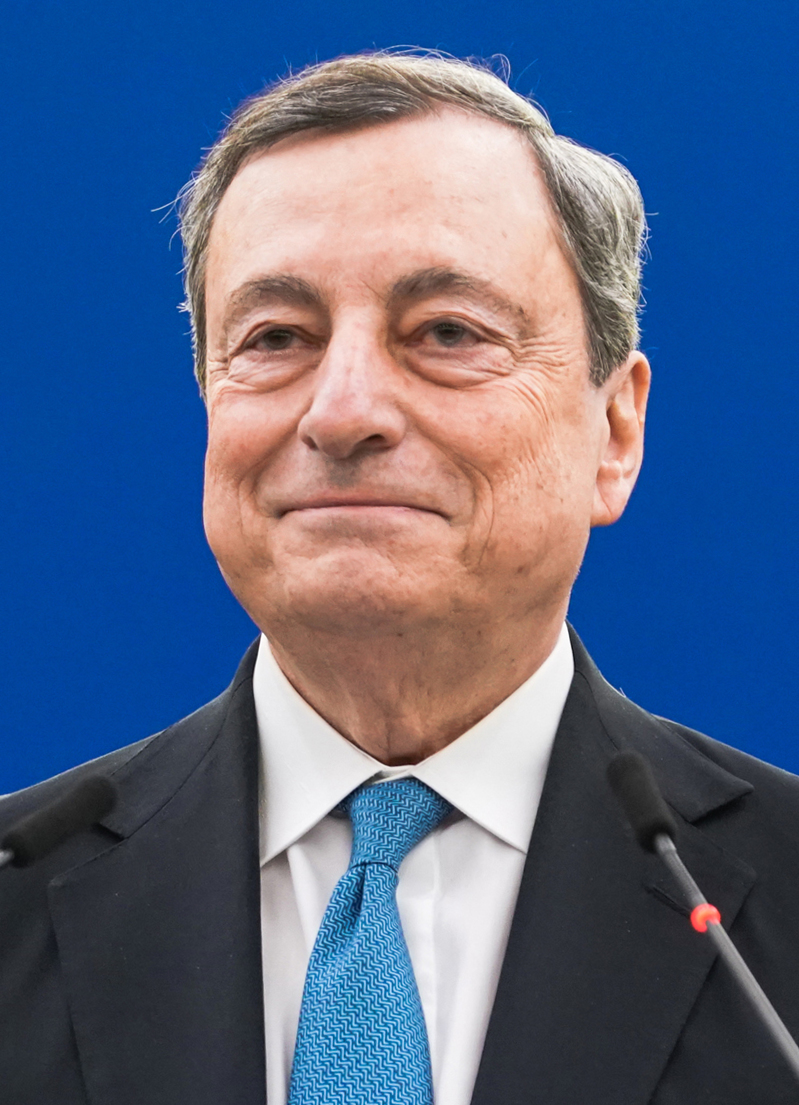
Mario Draghi a demisionat din funcția de Prim-ministru al Republicii Italiene după un an de la conducerea guvernului său.

- Mario Draghi a demisionat din funcția de Prim-ministru al Republicii Italiene după un an de la conducerea guvernului său.21 iulie: Demisia premierului italian Mario Draghi este acceptată de președintele Sergio Mattarella, care ulterior dizolvă Parlamentul țării și ordonă să aibă loc noi alegeri în termen de 70 de zile.
- 22 iulie: Armata și poliția efectuează un raid într-o tabără de protest antiguvernamental din Colombo Sri Lanka, rănind oameni și arestând nouă.

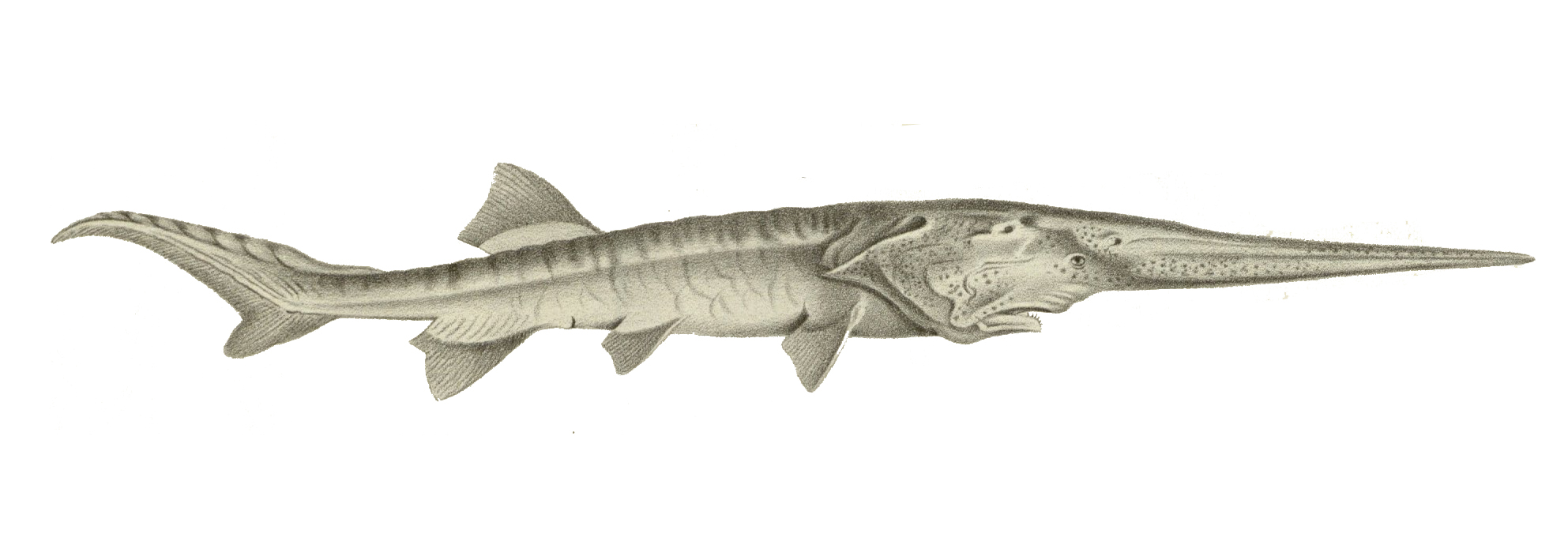
Peștele-spadă chinezesc una dintre cele mai mari specii de pești de apă dulce din lume, este declarat oficial dispărut de Uniunea Internațională pentru Conservarea Naturii

- Peștele-spadă chinezesc una dintre cele mai mari specii de pești de apă dulce din lume, este declarat oficial dispărut de Uniunea Internațională pentru Conservarea Naturii22 iulie: Peștele-spadă chinezesc una dintre cele mai mari specii de pești de apă dulce din lume, este declarat oficial dispărut de Uniunea Internațională pentru Conservarea Naturii.
- 22 iulie: Principala trecere a frontierei dintre Argentina și Chile se redeschide după câteva zile de închidere din cauza ninsorilor abundente.
- 22 iulie: Autoritatea de Reglementare Nucleară din Japonia aprobă oficial eliberarea a milioane de tone de apă tratată din centrala nucleară Fukushima Daiichi în Oceanul Pacific. Planul fusese deja aprobat de guvernul japonez și de alte agenții.
- 22 iulie: Comisia Europeană lansează patru noi proceduri legale împotriva Regatului Unit pentru presupusele încălcări ale Acordului de retragere a Brexit-ului referitoare la adoptarea proiectului de lege privind Protocolul Irlandei de Nord.
- 22 iulie: Rusia și Ucraina semnează un acord susținut de ONU pentru a permite exportul de milioane de tone de cereale din porturile blocate de la Marea Neagră.
- 22 iulie: Coreea de Sud anunță că va ridica interdicția de zeci de ani a accesului publicului la televiziunea nord-coreeană, ziare și alte mass-media.
- 22 iulie: Ministrul de Externe transnistrean Vitali Ignatiev reafirmă că Transnistria se angajează să devină un stat independent și, eventual, să se unească cu Rusia.
- 22 iulie: Secretarul de stat al SUA, Antony Blinken, îl acuză pe fostul președinte paraguayan Horacio Cartes de „corupție semnificativă”.
- 22 iulie: Curtea Internațională de Justiție respinge încercarea juntei militare din Myanmar de a contesta un caz care acuză țara pentru rolul său în genocidul împotriva grupului etnic Rohingya.
- 22 iulie: Partidul premierului din Papua Noua Guinee James Marape câștigă alegerile generale din această țară.
- 23 iulie: Fitch Ratings retrogradează perspectiva datoriei ucrainene la „C”, cu un grad mai mare decât implicit, din cauza solicitărilor autorităților ucrainene de a amâna plățile pentru obligațiuni.
- 23 iulie: Compania aeriană Greater Bay Airlines, cu sediul în Hong Kong, își finalizează primul zbor de la Hong Kong la Bangkok. Compania aeriană a primit licențe pentru a opera 104 rute în regiunile Marii Chine și Asia Pacific.
- 23 iulie: Focarul de variolă a maimuței este declarat de către Organizația Mondială a Sănătății drept urgență de sănătate publică de interes internațional.
- 23 iulie: Un zbor al Aerolíneas Argentinas aterizează de urgență în Comodoro Rivadavia, Provincia Chubut, după o amenințare cu bombă. Zborul cu 169 de pasageri și șase membri ai echipajului zbura de la Buenos Aires la Ushuaia, Provincia Tierra del Fuego.
- 23 iulie: Nikenike Vurobaravu este ales președinte al statului Vanuatu de către Colegiul Electoral al țării în al optulea tur de scrutin și îi va succeda președintelui în exercițiu Tallis Obed Moses.
- 23 iulie: Prim-ministrul Thailandei Prayut Chan-o-cha a supraviețuit unui vot de cenzură cu 256 de voturi de încredere, 206 voturi împotrivă și nouă abțineri.
- 24 iulie: Fostul militar Bajram Begaj a depus jurământul ca al nouălea Președinte al Albaniei, succedându-l pe Ilir Meta. El a devenit primul președinte non-militar al Albaniei.
- 24 iulie: Vulcanul Sakurajima din Kyushu, Japonia, erupe. Aproximativ 120 de locuitori din două orașe din apropiere au primit ordin de evacuare, deși sunt raportate pagube minime.
- 24 iulie: Ministrul Afacerilor Externe rus Serghei Lavrov vizitează Egiptul pentru discuții diplomatice și va vizita, de asemenea, Etiopia, Uganda și Republica Democrată Congo.
- 24 iulie: Președintele brazilian Jair Bolsonaro anunță oficial că va candida pentru realegerea sa în funcția de președinte al Braziliei.
- 24 iulie: Camera Deputaților a Congresului din Paraguay este convocată într-o sesiune de urgență pentru a dezbate punerea sub acuzare a procurorului general Sandra Quiñónez, ca răspuns la acuzațiile conform cărora Quiñónez ar fi acoperit presupusa corupție a fostului președinte Horacio Cartes, în urma desemnării lui Cartes drept „semnificativ corupt” de către Statele Unite.
- 25 iulie: Marea Britanie este anunțată ca gazdă a Eurovision Song Contest de anul viitor în locul câștigătorilor din acest an, Ucraina, din cauza războiului în curs din Ucraina. Marea Britanie, reprezentată de Sam Ryder, a terminat pe locul doi, în spatele Orchestrei Kalush din Ucraina, la competiția din acest an. Ucraina se va califica în continuare automat în marea finală.
- 25 iulie: Autoritățile meteorologice din Coreea de Sud lansează o avertizare privind valul de căldură pentru cea mai mare parte a țării, cu temperaturi estimate să depășească 34 °C.
- 25 iulie: Mii de indigeni se adună în Maskwacis, Alberta, pentru a asculta scuzele Papei Francisc pentru abuzurile și suprimarea culturală din trecut în școlile rezidențiale catolice din Canada.
- 25 iulie: Autoritățile din Myanmar anunță că au executat patru prizonieri acuzați de terorism, printre care Zayar Thaw, un fost parlamentar sub conducerea destituită a liderului Aung San Suu Kyi și Kyaw Min Yu.
- 25 iulie: Cetățenii tunisieni se îndreaptă la urne pentru a vota într-un referendum constituțional, care a fost propus de președintele Kais Saied ca soluție la criza politică în curs de desfășurare a țării.

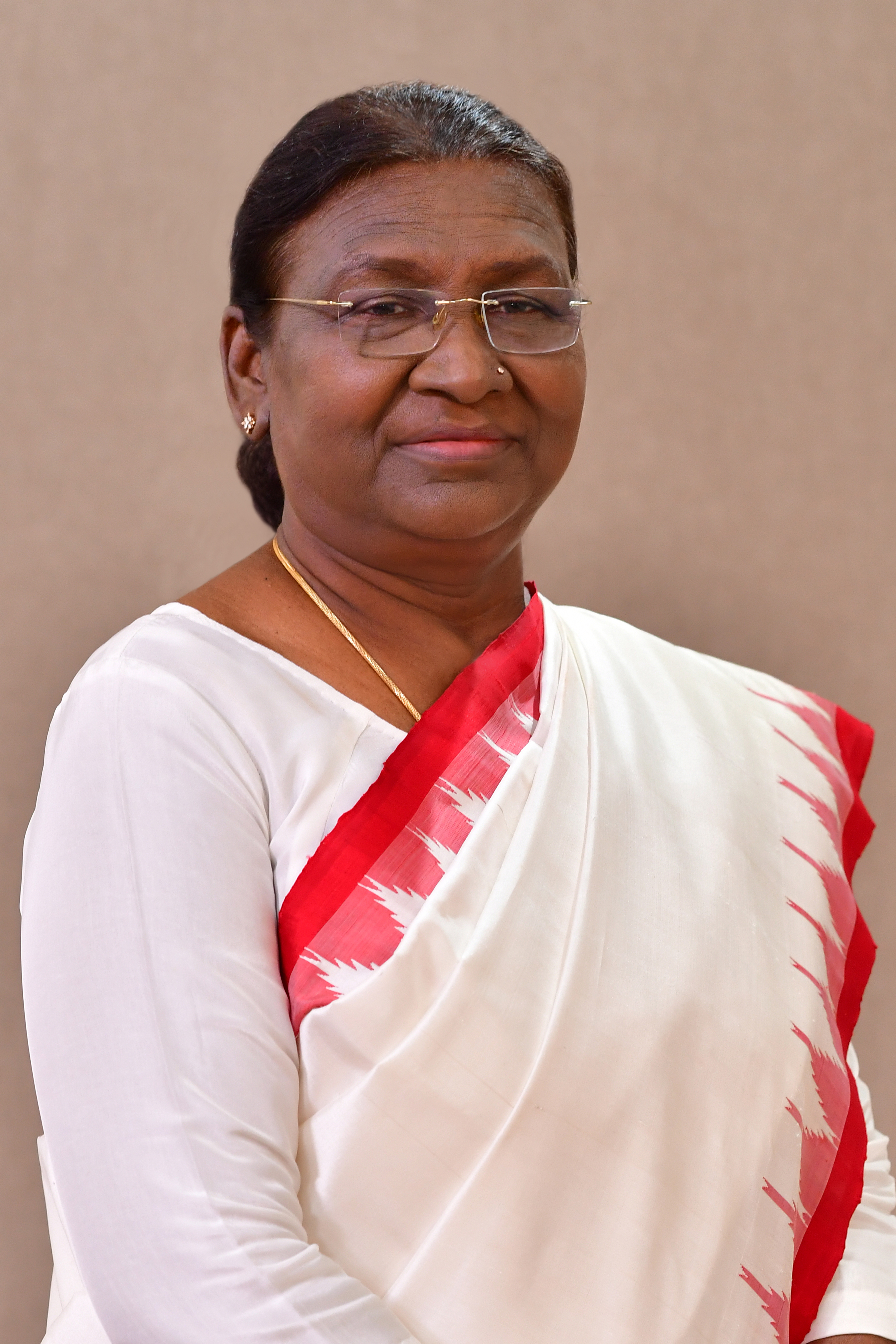
Droupadi Murmu a depus jurământul ca președinte al Indiei

- Droupadi Murmu a depus jurământul ca președinte al Indiei25 iulie: Droupadi Murmu a depus jurământul ca președinte al Indiei.
- 26 iulie: Oficialii din Afganistan și Statele Unite fac schimb de propuneri pentru eliberarea de miliarde de dolari din rezervele băncii centrale afgane deținute în străinătate într-un fond fiduciar.
- 26 iulie: Bangladesh anunță că va solicita un împrumut de 4,5 miliarde de dolari de la Fondul Monetar Internațional pentru balanța de plăți și cerințele bugetare, precum și activitățile de management al schimbărilor climatice.
- 26 iulie: Miniștrii energiei din Uniunea Europeană aprobă o legislație pentru a reduce cererea de gaze din partea unor țări membre cu 15% din august până în martie 2023.
- 26 iulie: Croația deschide Podul Pelješac lung de 2.404 metri care se întinde pe canalul maritim dintre Komarna și Pelješac și conectează semi-exclava de sud-est a țării de restul țării, ocolind scurta fâșie de coastă a Bosniei și Herțegovinei din municipiul Neum.
- 26 iulie: Met Office confirmă că Anglia se confruntă cu cea mai gravă secetă din 1976, în special în sud-estul Angliei.
- 26 iulie: Ministrul de externe algerian Ramtane Lamamra a indicat sprijinul pentru revenirea Siriei în Liga Arabă după o suspendare de un deceniu.
- 26 iulie: Guvernul filipinez anunță rezilierea unui acord de 227 de milioane de dolari pentru achiziționarea de elicoptere militare Mi-17 de 16 milioane din Rusia, invocând riscul unei potențiale impuneri de sancțiuni de către Statele Unite în temeiul Legii privind contracararea adversarilor Americii prin sancțiuni.
- 26 iulie: Mexicul spune că a ajuns la un acord cu Statele Unite pentru a acorda un record de 356.000 de vize de lucru cetățenilor mexicani.
- 26 iulie: Jurisdicția Specială pentru Pace acuză 19 soldați columbieni de crime de război și crime împotriva umanității pentru moartea a 303 persoane, majoritatea civili, între 2005 și 2008.
- 26 iulie: Autoritățile japoneze îl execută pe Tomohiro Katō, autorul masacrului de la Akihabara din 2008.
- 26 iulie: CEO-ul Roscosmos, Iuri Borisov, anunță că Rusia se va retrage din Stația Spațială Internațională după 2024 pentru a se concentra pe construirea unei alte stații spațiale proprii.
- 27 iulie: Inițiativa pentru Drepturile Omului din Burundi (BHRI) acuză Burundi că a trimis trupe în Republica Democrată Congo (RDC) pentru a lupta împotriva RED-Tabara, un grup armat de opoziție din Burundi. BHRI acuză, de asemenea, Burundi că sprijină grupurile armate care se opun RDC.
- 27 iulie: Compania rusă de energie Gazprom reduce cantitatea de gaz natural care curge prin conducta Nord Stream 1 din Rusia către Europa la 20% din capacitatea conductei.
- 27 iulie: Profiturile McDonald's scad cu 46%, iar veniturile sale cu 3% în trimestrul 2 al anului 2022, după ieșirea companiei din Rusia.
- 27 iulie: Un cutremur cu magnitudinea 7,1 a lovit Luzon, Filipine, ucigând patru persoane și rănind alte peste 100.
- 27 iulie: Prim-ministrul Fiamē Naomi Mataʻafa pune capăt stării de urgență în Samoa din cauza virusului COVID după doi ani.
- 27 iulie: Centrul Comun de Coordonare se deschide la Istanbul, Turcia, pentru a coordona exportul de milioane de tone de cereale din porturile blocate de la Marea Neagră.
- 27 iulie: Tribunalul European menține interdicția de difuzare impusă rețelei ruse de televiziune RT din Uniunea Europeană din cauza acuzațiilor de răspândire de dezinformări, respingând un recurs împotriva interdicției.
- 27 iulie: Prim-ministrul Coreei de Sud Han Duck-soo spune că îi va cere președintelui Yoon Suk-yeol să-l grațieze pe fostul director Samsung Lee Jae-yong, care este în prezent eliberat condiționat pentru luare de mită și delapidare.
- 27 iulie: Majoritatea alegătorilor tunisieni aprobă o nouă constituție, propusă de președintele Kais Saied ca soluție la criza politică în curs de desfășurare a țării. Cu toate acestea, prezența la vot a fost de doar 30,5%, din cauza boicotului referendumului de către partidele de opoziție.
- 27 iulie: Sute de protestatari iau cu asalt clădirea parlamentului din Zona Verde din Bagdad pentru a se opune nominalizării lui Mohammed Shia' Al Sudani la funcția de prim-ministru de către partidele pro-iraniene.
- 27 iulie: Trandafirul Lulo, un diamant roz, cel mai mare din ultimii 300 de ani, este descoperit la mina Lulo din provincia Lunda Norte, Angola.
- 27 iulie: Serviciul Google Street View este lansat în India la 11 ani după ce serviciul a fost interzis în această țară din motive de securitate.
- 28 iulie: Autoritățile din Berlin sting luminile la monumentele istorice și la clădirile municipale din oraș pentru a economisi energie electrică.
- 28 iulie: Autoritățile din Hanovra, Germania, opresc încălzirea și trec la dușuri reci în toate clădirile publice și, de asemenea, închid fântânile publice de apă pe fondul unei crize energetice după ce Gazprom a redus livrările de gaz către Germania prin conducta sa Nord Stream.
- 28 iulie: Statele Unite intră într-o recesiune tehnică după ce economia sa s-a contractat pentru al 2-lea trimestru consecutiv.
- 28 iulie: Congresul Statelor Unite adoptă Actul Chips and Science din 2022 pentru a stimula producția de semiconductori în Statele Unite și, de asemenea, pentru a stimula concurența cu China. Proiectul de lege se va îndrepta către președintele Joe Biden pentru semnătură.
- 28 iulie: Rusia a predat o notă de protest Ministerului Afacerilor Externe lituanian, deoarece Šiaulių bankas, singura bancă autorizată să proceseze plățile pentru tranzitul feroviar al enclavei Kaliningrad, a anunțat că va elimina treptat toate plățile în ruble rusești la mijlocul lunii august și va interzice toate plățile din Rusia și Belarus, cu excepția cazului în scopuri umanitare sau pentru îndeplinirea obligațiilor internaționale, la 1 septembrie.
- 28 iulie: Cercetătorii care folosesc AlphaFold au prezis structurile a 200 de milioane de proteine din 1 milion de specii, acoperind aproape toate proteinele cunoscute de pe planetă.
- 29 iulie: Emiratele Arabe Unite înregistrează cele mai abundente precipitații din ultimii 27 de ani, șapte persoane fiind ucise în urma inundațiilor din Emiratele Sharjah și Fujairah.
- 29 iulie: Papa Francisc vizitează Iqaluit, în Nunavut, pentru a-și cere scuze pentru abuzurile și suprimarea culturală din trecut în școlile rezidențiale catolice din Canada. Vizita este ultima sa oprire în călătoria sa în Canada.
- 29 iulie: Un tribunal din Kiev reduce pedeapsa lui Vadim Shishimarin, primul soldat rus judecat pentru crime de război, de la închisoare pe viață la 15 ani de detenție. Avocatul lui Shishimarin spune că este „foarte probabil” ca acesta să fie returnat în Rusia într-un schimb de prizonieri.
- 30 iulie: Compania Gazprom din Rusia suspendă livrările de gaze către Letonia, după ce a acuzat-o că „încalcă condițiile de cumpărare”. Guvernul leton spune că suspendarea gazelor din Rusia nu este de așteptat să aibă un impact major asupra economiei.
- 30 iulie: Indonezia restricționează accesul la opt site-uri web, inclusiv PayPal, Yahoo! și Steam, pentru neînregistrarea la Ministerul Comunicațiilor și Tehnologiei Informației. Serviciile online înregistrate la minister sunt obligate să respecte solicitările de dezvăluire și de eliminare a conținutului.
- 31 iulie: Poliția din Kosovo închide două puncte de trecere a frontierei din Kosovo de Nord, după ce sârbii locali au blocat drumuri și au tras în poliție pentru a protesta împotriva ordinului de a schimba plăcuțele de înmatriculare ale mașinilor sârbe pe cele kosovene în termen de două luni.
- 31 iulie: În Republica Democrată Congo are loc runda a doua a alegerilor parlamentare.
- 31 iulie: Anglia învinge Germania cu 2–1 în finala UEFA Women's Euro 2022 pentru a oferi echipei feminine a Angliei primul său campionat important de fotbal.
- 31 iulie: Ayman al-Zawahiri, teroristul egiptean care a devenit al doilea emir al Al-Qaida după moartea lui Osama bin Laden în 2011, este ucis într-un atac aerian în Afganistan condus de Agenția Centrală de Informații a Statelor Unite.

## Decese
- 1 iulie: Peter Imre, 60 ani, om de afaceri român (n. 1962)
- 2 iulie: Roland Stănescu (Roland Dediu Stănescu), 32 ani, fotbalist român (n. 1990)
- 2 iulie: Susana Dosamantes (María del Perpetuo Socorro Guadalupe Susana Dosamantes Rul Riestras), 74 ani, actriță mexicană (n. 1948)
- 3 iulie: Robert Curl (Robert Floyd Curl, Jr.), 88 ani, chimist american, laureat al Premiului Nobel pentru Chimie (1996), (n. 1933)
- 4 iulie: Elena Bodnarenco, 57 ani, politiciană și deputată în Parlamentul Republicii Moldova (2005–2011, 2014–2022), (n. 1965)
- 5 iulie: Lucian Bureriu, 79 ani, poet, prozator, eseist și jurnalist  român (n. 1942)
- 6 iulie: James Caan (James Edmund Caan), 82 ani, actor american (Tortura, Elful, El Dorado), (n. 1940)
- 8 iulie: Shinzō Abe, 67 ani, politician japonez, prim-ministru al Japoniei (2006-2007 și 2012–2020), (n. 1954)
- 8 iulie: José Eduardo dos Santos, 79 ani, politician angolez, președinte al Angolei (1979–2017), (n. 1942)
- 10 iulie: Anvar Ginghisoglu, 60 ani, prozator și istoric azer (n. 1962)
- 14 iulie: Ivana Trump, 73 ani, femeie de afaceri, personalitate media, designer de modă, autoare și model americană de etnie cehă, prima soție a președintelului american Donald Trump (n. 1949)
- 15 iulie: Gheorghi Iarțev, 74 ani, fotbalist și antrenor rus (n. 1948)
- 16 iulie: Georgs Andrejevs, 90 ani, om politic leton, membru al Parlamentului European (2004–2009), (n. 1932)
- 16 iulie: Herbert W. Franke, 95 ani, om de știință austriac și scriitor (n. 1927)
- 17 iulie: Eric Flint, 75 ani, autor american (n. 1947)
- 18 iulie: Aloyzas Sakalas, 91 ani, om politic lituanian, membru al Parlamentului European (2004–2009), (n. 1931)
- 21 iulie: Reino Paasilinna, 82 ani, om politic finlandez, membru al Parlamentului European (1999–2004), (n. 1939)
- 21 iulie: Uwe Seeler, 85 ani, fotbalist (atacant) și oficial german (n. 1936)
- 23 iulie: Sid Jacobson (Sidney Jacobson), 92 ani, scriitor american de benzi desenate (n. 1929)
- 24 iulie: David Warner (David Hattersley Warner), 80 ani, actor englez (Titanic), (n. 1941)
- 25 iulie: Irina Ionesco, 91 ani, artistă fotografă franceză de etnie română (n. 1930)
- 25 iulie: Marit Paulsen, 82 ani, politiciană suedeză, membră al Parlamentului European (1999–2004, 2009–2015), (n. 1939)
- 25 iulie: Paul Sorvino (Paul Anthony Sorvino), 83 ani, actor american (Băieți buni), (n. 1939)
- 25 iulie: David Trimble (William David Trimble), 77 ani, politician britanic, laureat al Premiului Nobel pentru pace (1998), (n. 1944)
- 25 iulie: Camelia Zorlescu, 84 ani, actriță română de scenă și film (n. 1938)
- 26 iulie: James Lovelock (James Ephraim Lovelock), 103 ani, savant independent, ecologist și futurolog englez (n. 1919)
- 26 iulie: Michael Kroner, 87 ani, istoric german de etnie română (n. 1934)
- 29 iulie: Juris Hartmanis (Juris Varlejs Hartmanis), 94 ani, informatician american de etnie letonă (n. 1928)
- 29 iulie: Ovidiu Natea, 83 ani, politician român, membru al Partidul Social Democrat (n. 1938)
- 30 iulie: Nichelle Nichols (n. Grace Dell Nichols), 89 ani, actriță americană (Star Trek), cântăreață și actriță de voce (n. 1932)
- 30 iulie: Costel Vasilescu, 81 ani, lăutar, conducător de taraf și trompetist român de etnie romă (n. 1940)
- 31 iulie: Vasile Silvian Ciupercă, 73 ani, deputat român (2000-2004), (n. 1949)